# Turkiets demografi
Turkiets demografi inkluderar befolkningstäthet, etnicitet, utbildningsnivå, befolkningens hälsa, ekonomisk status, religion och andra aspekter om befolkningen.
Den 31 december 2024 uppgick Turkiets befolkning till 85,7 miljoner. Befolkningen har vuxit stadigt under en längre period, från 12,3 miljoner 1910.